# Stazione meteorologica di Bagnone
La stazione meteorologica di Bagnone è la stazione meteorologica di riferimento relativa alla località di Bagnone.

## Coordinate geografiche
La stazione meteo si trova nell'Italia centrale, in Toscana, in provincia di Massa-Carrara, nel comune di Bagnone, a 250 metri s.l.m. e alle coordinate geografiche 44°19′N 10°00′E.

## Dati climatologici
In base alla media trentennale di riferimento (1961-1990), la temperatura media del mese più freddo, gennaio, è di +4,3 °C; quella del mese più caldo, luglio, si attesta a +21,8 °C.
| BAGNONE            | Mesi | Mesi | Mesi | Mesi | Mesi | Mesi | Mesi | Mesi | Mesi | Mesi | Mesi | Mesi | Stagioni | Stagioni | Stagioni | Stagioni | Anno |
| BAGNONE            | Gen  | Feb  | Mar  | Apr  | Mag  | Giu  | Lug  | Ago  | Set  | Ott  | Nov  | Dic  | Inv      | Pri      | Est      | Aut      | Anno |
| ------------------ | ---- | ---- | ---- | ---- | ---- | ---- | ---- | ---- | ---- | ---- | ---- | ---- | -------- | -------- | -------- | -------- | ---- |
| T. max. media (°C) | 8,9  | 11,1 | 13,8 | 17,6 | 22,4 | 26,3 | 29,4 | 29,8 | 25,7 | 20,6 | 13,9 | 9,8  | 9,9      | 17,9     | 28,5     | 20,1     | 19,1 |
| T. min. media (°C) | −0,2 | 0,6  | 2,4  | 5,4  | 8,5  | 12,2 | 14,3 | 13,7 | 11,3 | 7,6  | 3,8  | 0,9  | 0,4      | 5,4      | 13,4     | 7,6      | 6,7  |